# Pink Apple
Pink Apple (tj. Růžové jablko) je švýcarský filmový festival zaměřený na filmy s LGBT tématem, který se každoročně koná na jaře v Curychu a Frauenfeldu.

## Historie
Festival byl založen v roce 1997 ve městě Frauenfeld v kantonu Thurgau, který je znám svou produkcí jablek. V roce 2000 se festival poprvé rozšířil také do Curychu v rámci uskutečněných EuroGames a od roku 2003 se zde koná pravidelně každý rok hlavní program a v původním Frauenfeldu jeho zkrácená verze.
Filmový program představuje vedle aktuální produkce také starší snímky v sekci Milestone. 
Pink Apple uvádí zhruba 90 představení filmů všech žánrů včetně krátkometrážních. Publikum vzrostlo od počátečních 500 na zhruba 7000 návštěvníků.
Festival je organizován na spolkovém základě jako nevýdělečný podnik. Festival je financován sponzorskými příspěvky, prodejem vstupenek a příspěvky nadací. Organizační výbor má zhruba 20 spolupracovníků.
V roce 2001 proběhla první mezinárodní soutěž krátkých filmů s odbornou porotou, která uděluje Pink Apple Award dotovanou 2000 franky. Ve stejném roce byla založena i cena publika. Tato cena byla roku 2008 ještě rozdělena na hrané a dokumentární filmy.

## Přehled oceněných filmů

### Krátkometrážní filmy
- 2021: Nattrikken, Eirik Tveiten, Norsko
- 2021: Cwch Deilen, Efa Blosse-Mason, Spojené království (zvláštní ocenění)
- 2020: Hey You, Jared Watmuff, Spojené království
- 2020: Min värld i dim, Jenifer Malmqvist, Švédsko (zvláštní ocenění)
- 2019: Mrs McCutcheon, John Sheedy, Austrálie
- 2019: Three Centimetres, Lara Zeidan, Grossbritannien, Libanon (zvláštní ocenění)
- 2018: Calamity, Séverine De Streyker a Maxime Feyers, Belgie
- 2018: Malik, Nathan Carli, Francie (zvláštní ocenění)
- 2017: Salta, Marianne Amelinckx, Venezuela
- 2016: Carina, Sandra Concepión Reynoso Estrada, Mexiko
- 2016: Hole, Martin Edralin, Kanada(zvláštní ocenění)
- 2015: Black is Blue,  Cheryl Dunye, USA
- 2015: L'autre femme, Marie KA, Senegal (zvláštní ocenění)
- 2014: Ce n'est pas un film de Cow-boys, Benjamin Parent, Francie
- 2014: Ett sista farväl, Casper Andreas, Švédsko (zvláštní ocenění)
- 2013: It's Consuming Me, Kai Stänicke, Německo
- 2012: Taboulé, Richard Garcia, Španělsko
- 2011: Hammerhead, Sam Donovan, Spojené království
- 2010: Almas perdidas, Julio de la Fuente, Španělsko
- 2009: The Island, Trevor Andersen, Kanada
- 2008: No Bikini, Claudia Morgado Escanilla, Kanada
- 2007: Airplanes, Jen Heck, USA
- 2006: John and Michael, Shira Avni, Kanada
- 2005: A Different War, Nadav Gal, Izrael
- 2004: Bar Talk, Cheryl Furjanic, USA
- 2003: Snöchschtmol, Lawrence Grimm, Švýcarsko
- 2002: They Still Smile, Irina Sizova, Ukrajina
- 2001: Kimberly, Bettina Disler, Švýcarsko/Austrálie

### Cena publika
- 2020: Tu me manques, Rodrigo Bellot, Bolívie/USA
- 2019: Tell It to the Bees, Annabel Jankel, Spojené království
- 2018: Puoi baciare lo sposo, Alessandro Genovesi, Itálie
- 2017: In Between, Maysaloun Hamoud, Izrael/Francie
- 2016: Chez Nous, Tim Oliehoek, Nizozemsko
- 2015: While You Weren't Looking, Catherine Stewart, JAR
- 2014: Azul y no tan rosa, Miguel Ferrari, Venezuela
- 2013: Rosie, Marcel Gisler, Švýcarsko
- 2012: Mosquita y Mari, Aurora Guerrero, USA
- 2011: Contracorriente, Javier Fuentes-Léon, Peru
- 2010: The Big Gay Musical, Casper Andreas a Fred M. Caruso, USA
- 2009: I Can't Think Straight, Shamim Sarif, Spojené království
- 2008: XXY, Lucía Puenzo, Argentina/Spojené království/Francie
- 2007: Imagine Me and You, Ol Parker, Spojené království/Německo
- 2006: Paper Dolls, Tomer Heymann, Izrael/Švýcarsko
- 2005: Beautiful Boxer, Ekachai Uekrongtham, Thajsko
- 2004: Agentky D.E.B.S., Angela Robinson, USA
- 2003: Ruthie and Connie: Every Room in the House, Deborah Dickson, USA
- 2002: La parade (Notre histoire), Lionel Baier, Švýcarsko
- 2001: Bůh je mi strachem, Sandi Sima Dubowski, USA/Izrael

### Cena publika pro dokumentární film
- 2020: Uferfrauen, Barbara Wallbraun, Německo
- 2019: Gay Chorus Deep South, David Charles Rodrigues, USA
- 2018: Chavela, Catherine Gund a Daresha Kyi, USA
- 2017: Strike a Pose, Ester Gould, Reijer Zwaan, Nizozemsko/Belgie
- 2016: She's Beautiful When She's Angry, Mary Dore, USA
- 2015: My Child, Can Candan, Turecko
- 2014:  Kein Zickenfox, Kerstin Polte a Dagmar Jäger, Německo
- 2013: Call Me Kuchu, Malika Zouhali-Worrall a Katherine Fairfax Wright, USA
- 2012:  Vito, Jeffrey Schwarz, USA
- 2011: Due volte genitori, Claudio Cipelleti, Itálie
- 2010: Edie & Thea: A Very Long Engagement, Greta Olafsdottir a Susan Muska, USA
- 2009: Zanzibar Soccer Queens, Florence Ayisi, Spojené království
- 2008: Football Under Cover, Ayat Najafi a David Assmann, Německo